# Večje Brdo
Večje Brdo is een plaats in Slovenië en maakt deel uit van de gemeente Dobje in de NUTS-3-regio Savinjska. De plaats telde 63 inwoners op 1 januari 2020.